# Maison au 145, rue du Général-Gouraud à Obernai
La maison au 145, rue du Général-Gouraud est un monument historique situé à Obernai, dans le département français du Bas-Rhin.

## Localisation
Ce bâtiment est situé au 145, rue du Général-Gouraud à Obernai.

## Historique
L'édifice fait l'objet d'une inscription au titre des monuments historiques depuis 1930.